# 徐精彩
徐精彩 (1959年11月25日—2005年6月14日)，浙江省武义县人，西安科技大学教授，煤矿防灭火专家，中国教育部第六批“长江学者”特聘教授，曾参与处置铜川陈家山煤矿特大瓦斯爆炸事故等多个事故。2005年，车祸遇难。